# Tracé digital

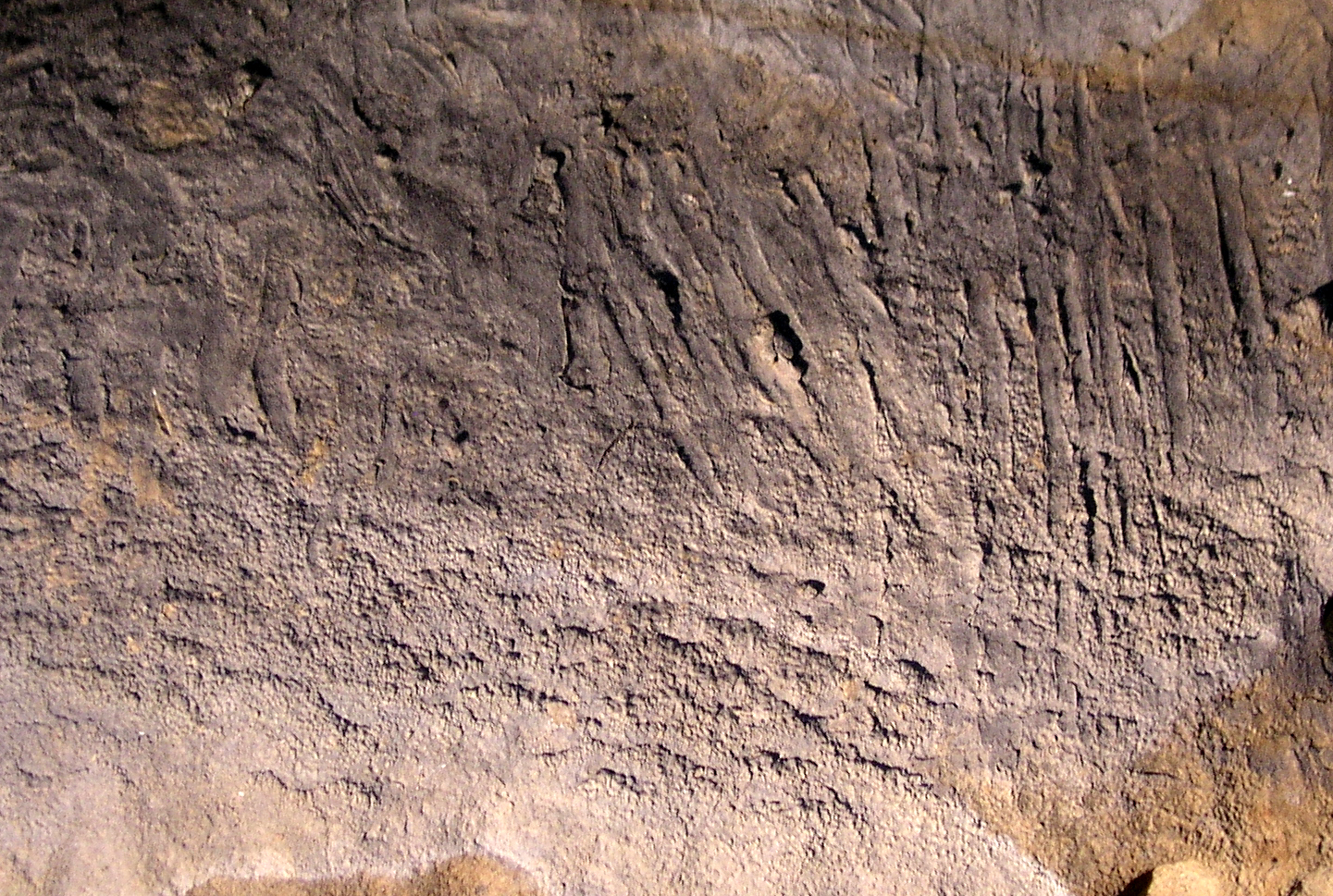
Tracés digitaux de la salle du Mystère dans la grotta della Basura, grottes de Toirano, Ligurie, Italie.

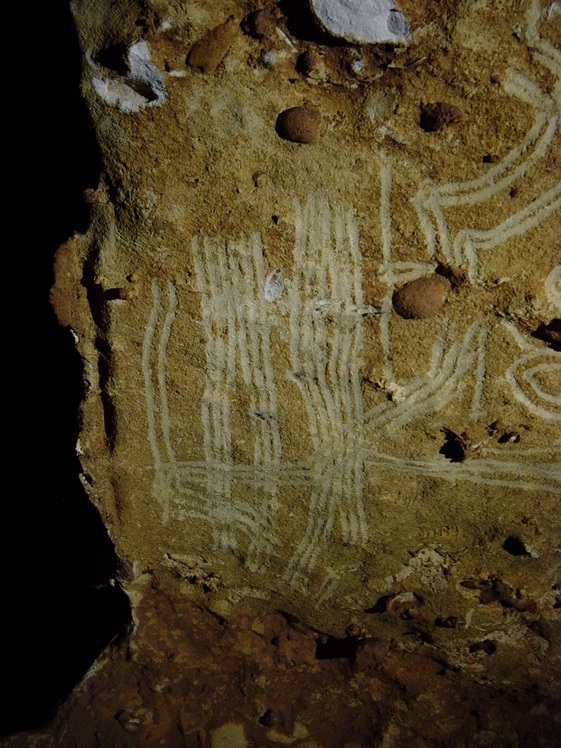
Tracés digitaux de Rouffignac.

Les tracés digitaux peuvent relever de l'art préhistorique ou pas. Ils sont généralement réalisés sur des supports rocheux altérés ou sur un spéléothème hydraté, dénommé mondmilch (littéralement « lait de lune » en allemand). Ils traversent parfois un mince film d'argile, ou sont entièrement tracés dans l'argile.
En art préhistorique, les tracés digitaux sont des lignes laissées par des doigts sur une surface initialement molle, l'une des techniques de l'art pariétal. On les appelle aussi méandres, macaronis ou serpentins. Le terme « tracé digital » est une adaptation de finger fluting (« cannelure au doigt »),  un terme inventé par Robert Bednarik.

## Datation
Comme l'écrit Henri Breuil, leur âge paléolithique est reconnu en Europe depuis le début du XXe siècle. Un âge similaire a été obtenu par Sandor Gallus (en) en Australie (grotte de Koonalda (en)). Parmi les sites célèbres pour leurs tracés digitaux on peut citer les grottes de Gargas et la baume Latrone en France, et la grotte d'Altamira en Espagne.

## Exemples
On trouve des tracés digitaux dans certaines grottes d'Europe de l'Ouest, du sud de l'Australie et de Nouvelle-Guinée, datant d'une majeure partie du Paléolithique supérieur. La plupart ne semblent pas être des dessins figuratifs ni des symboles, et restent énigmatiques.
Les traces de doigts laissées sur les parois argileuses des grottes de Toirano (Italie) pourraient s'apparenter à une occupation plus ludique qu'artistique. Cependant, on trouve un nombre important de tracés digitaux dans des grottes ornées préhistoriques ; ce qui permet de les interpréter comme des œuvres pariétales à connotation artistique.
Dans la grotte de Rouffignac, certains tracés digitaux ont été effectués par des enfants tenus à bout de bras ou portés sur les épaules, sur des voûtes hautes d'une partie de la grotte qui pourrait avoir été une sorte d'école d'art où les adultes auraient initiés les jeunes.